# Vem satte dit Roger Rabbit
Vem satte dit Roger Rabbit (engelska: Who Framed Roger Rabbit) är en amerikansk delvis animerad fantasy-komedi från 1988 i regi av Robert Zemeckis. Filmen utspelar sig år 1947 i ett alternativt Los Angeles, där tecknade figurer interagerar med människor. Filmen hade biopremiär i USA den 22 juni 1988.

## Handling
Filmdirektören R K Maroon har bekymmer med sin största tecknade stjärna, kaninen Roger Rabbit, som börjat spela dåligt och glömma sina repliker. Han misstänker kärleksbekymmer och anlitar den hårdkokte och försupne privatdetektiven Eddie Valiant för att skugga Roger Rabbits hustru, Jessica. Eddie hatar tecknade figurer sedan en sådan dödade hans bror, men åtar sig uppdraget för att han behöver pengar för att betala av en skuld.
Valiant upptäcker att Jessica tycks ha en affär med skämtfabrikanten Marvin Acme. När Roger Rabbit får veta detta blir han helt förkrossad och morgonen därpå hittas Acme mördad. Allt tyder på att Roger är den skyldige och Eddie tror att fallet är avslutat för hans del. Men på kvällen dyker Roger Rabbit upp i hans lägenhet och lyckas övertyga Eddie om att han är oskyldig. Tillsammans ger de sig ut på ett hejdlöst äventyr för att ta reda på vem som egentligen ligger bakom. Eddie upptäcker i en journalfilm att innan Acme mördades så såldes Pacific Electric Railway till ett företag med namnet Cloverleaf Industries...

## Om filmen
Vem satte dit Roger Rabbit är samproducerad av Disneybolaget Touchstone Pictures och Steven Spielbergs filmbolag Amblin Entertainment. Filmen kombinerar animerade figurer och skådespelare och är baserad på Gary K. Wolfs roman Who Censored Roger Rabbit?.
Vem satte dit Roger Rabbit är unik på så sätt att det är enda gången på film som figurer från konkurrerande animationsstudior som Musse Pigg och Snurre Sprätt respektive Kalle Anka och Daffy Anka förekommer samtidigt och interagerar med varandra, en så kallad crossover. Warner Bros. som äger Snurre och Daffy gick med på att låta dem vara med i filmen på villkor att de skulle ha exakt lika mycket skärmtid som Musse och Kalle. Filmskaparna valde därför att låta figurerna vara med i samma scener.
I filmen, som utspelar sig år 1947, så tittar Roger och Eddie på Långbens kortfilm Jan Långben gymnastiserar, som dock inte släpptes förrän 1949.
Filmen vann tre Oscar, för bästa klippning, bästa ljudeffekter och bästa specialeffekter. Chefsanimatören Richard Williams erhöll dessutom en Special Achievement-Oscar för sitt arbete med filmen.
År 1989 uppföljdes filmen med tre kortfilmer, Roger Rabbit shorts.

## Rollista i urval
- Bob Hoskins - Eddie Valiant, en hårdkokt och försupen privatdetektiv som hatar tecknade figurer men som ändå blir indragen i ett drama mellan sådana
- Christopher Lloyd - Domare Doom, en ondsint och sadistisk domare som har uppfunnit ett sätt att göra sig av med tecknade figurer på
- Joanna Cassidy - Dolores, Valiants flickvän och servitris på Valiants stambar
- Charles Fleischer - Roger Rabbit, en skojfrisk tecknad kanin som blir anklagad för ett mord som han inte begått (röst)
- Stubby Kaye - Marvin Acme, ägare till Acmes fabrik som tillverkar rekvisita till animerade filmer.
- Alan Tilvern - R.K. Maroon, ägare till, och chef för, Maroon Cartoons
- Richard LeParmentier - Lt. Santino
- Lou Hirsch - Baby Herman, en femtioårig bebis (röst)
- Kathleen Turner (dialog) och Amy Irving (sång) - Jessica Rabbit, Rogers hustru och ingen kanin som namnet antyder
- Charles Fleischer - Taxibilen Benny/Greasy/Psycho (röst)